# Rhabdomastix mendli
Rhabdomastix mendli är en tvåvingeart som beskrevs av Jaroslav Stary 2003. Rhabdomastix mendli ingår i släktet Rhabdomastix och familjen småharkrankar. Inga underarter finns listade i Catalogue of Life.